# Harpalus sulphuripes
Harpalus sulphuripes es una especie de escarabajo del género Harpalus, familia Carabidae. Fue descrita científicamente por Germar en 1823.
Habita en Francia, Alemania, Suiza, Austria, Polonia, Ucrania, Portugal, España, Italia, Eslovenia, Croacia, Bosnia y Herzegovina, Yugoslavia, Macedonia del norte, Albania, Grecia, Bulgaria, Rumania, Marruecos, Argelia, Túnez y Turquía.